# Murdered: Soul Suspect
Murdered: Soul Suspect är ett actionäventyrsspel utvecklat av Airtight Games och utgivet av Square Enix till Microsoft Windows, Playstation 3, Playstation 4, Xbox 360 och Xbox One. Spelet släpptes den 3 juni 2014 i Nordamerika och den 6 juni 2014 i Europa.